# منشأة التحرير
قرية منشأة التحرير هي إحدى القرى التابعة لمركز الإبراهيمية في محافظة الشرقية في جمهورية مصر العربية. حسب إحصاءات سنة 2006، بلغ إجمالي السكان في منشأة التحرير 2321 نسمة، منهم 1139 رجل و1182 امرأة.